# Белешть-Кетун
Белешть-Кетун, Белешті-Кетун (рум. Bălești-Cătun) — село у повіті Алба в Румунії. Входить до складу комуни Бістра.
Село розташоване на відстані 321 км на північний захід від Бухареста, 53 км на північний захід від Алба-Юлії, 55 км на південний захід від Клуж-Напоки.

## Населення
За даними перепису населення 2002 року у селі проживали 82 особи, усі — румуни. Усі жителі села рідною мовою назвали румунську.